# Torre del Diavolo
Torre del Diavolo (dansk: Djævelens Tårn) er et tårn beliggende i den nordlige del af San Gimignano, Toscana, Italien, som støder op til Palazzo Cortesi. Det har fået navnet "Djævelens Tårn" på baggrund af en legende, hvor tårnets daværende ejer vendte hjem efter en lang rejse og "[blev] overbevist om, at det var blevet højere – den eneste forklaring på fænomenet, hævdede han, måtte være, at en gør-det-selv-glad djævel havde haft travlt under hans fravær."
Tårnet huser Museet for Torturinstrumenter (italiensk: Museo della Tortura), som præsenterer emnet videnskabeligt.
Tårnet er opført i hvid kalkholdig sten og har konsoller øverst på den øvre del.